# Bridgeport, Connecticut
Bridgeport je grad u američkoj saveznoj državi Connecticut. Prema popisu stanovništva iz 2010. u njemu je živjelo 144.229 stanovnika.